# Orth an der Donau

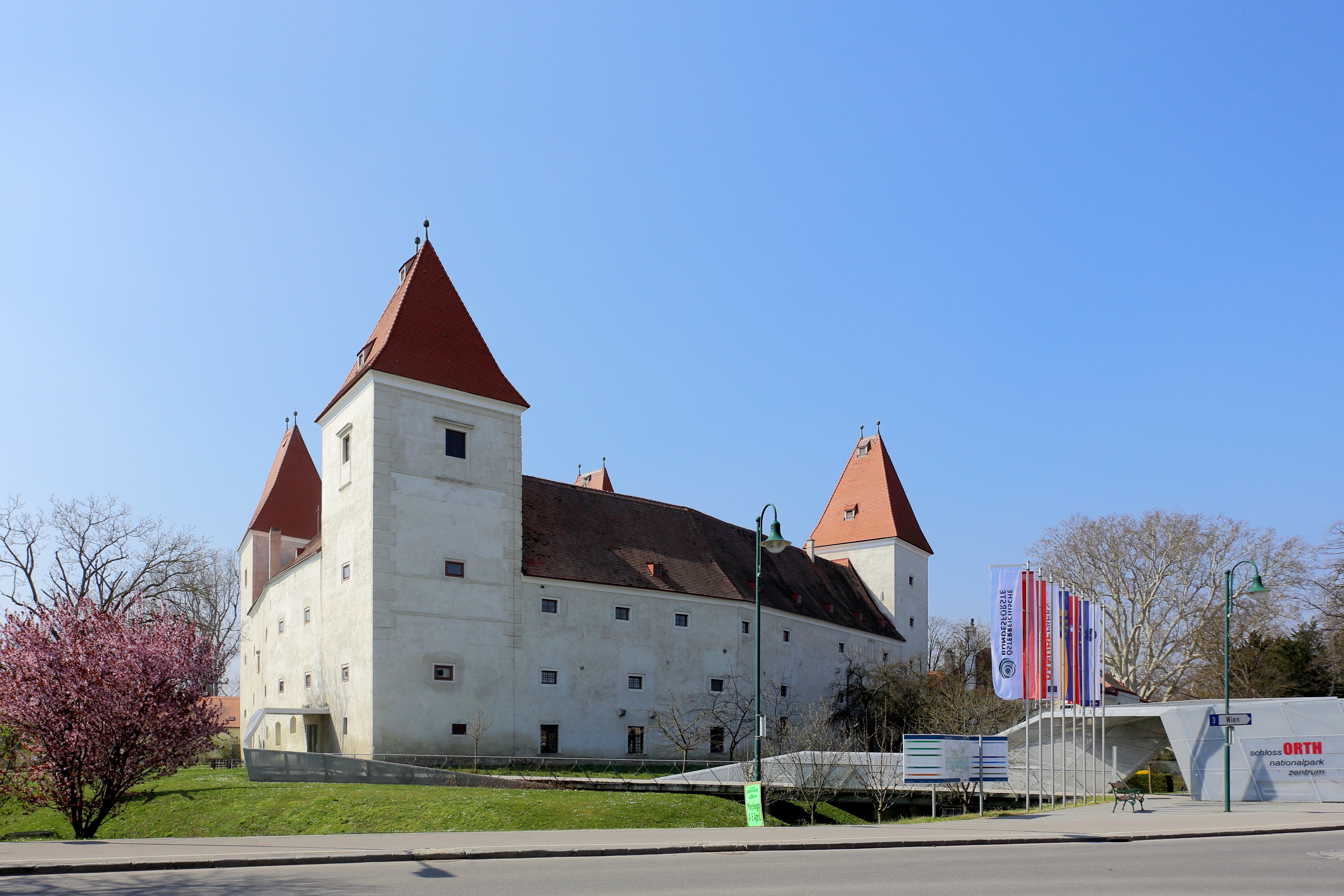
Satarý zámek

Orth an der Donau je městys v okrese Gänserndorf v rakouské spolkové zemi Dolní Rakousy.

## Geografie
Orth an der Donau leží ve Weinviertelu (Vinné čtvrti) v Dolních Rakousích uprostřed Národního parku Donau-Auen. Plocha území městyse je 33,41 kilometrů čtverečních a 31,02 % plochy je zalesněno. Neexistuje žádné další katastrální území kromě Orth an der Donau.

## Politika
- Starostou městyse je Johann Mayer, vedoucí kanceláře je Mag. Franz Kratschinger.
- V zastupitelstvu obce je 19 křesel, která po posledních volbách v roce 2010 byla podle získaných mandátů rozdělena takto:
- ÖVP 13
- SPÖ 5
- Zelení 1

### Vývoj počtu obyvatel
- 1971 1522
- 1981 1624
- 1991 1773
- 2001 1966

## Hospodářství a infrastruktura
Nezemědělských pracovišť bylo v roce 2001 93, zemědělských a lesnických pracovišť bylo v roce 1999 52. Počet výdělečně činného obyvatelstva v místě bydliště bylo v roce 2001 912, tj. 47,6 %.
Důležitým hospodářským činitelem jsou laboratoře a výrobní základna firmy Baxter International. V roce 1997 převzala firmu Immuno AG. Orth, stojící v blízkosti Vídně je hlavním pracovištěm v Evropě. V roce 2010 Baxter výstavbou dalších pracovišť přesunul kapacity z USA do Orthu.

## Partnerská města
Od roku 1981 je uzavřeno partnerství s městem Fehmarn (škola Petersdorf, přístav Orth) na německém Baltském moři ostrov Fehmarn.

## Pamětihodnosti
- Orth (zámek)
- "Museum ORTH - vlastivědné muzeum
- Zámecký park - se starým platanem
- Farní kostel svatého Michala
- Mariánský sloup
- Lodní mlýny - původně bylo na 60 lodních mlýnů, které byly v provozu podél Dunaje pod městem Vídní a dnes zůstal jediný provozuschopný lodní mlýn. Když mlýn domlel, v roce 2008 byl znovu uvedený do provozu.
- Přírodní památky - v zámku Orth jsou kanceláře vedení Národního parku Donau-Auen

### Hudba
- Mládežnická dechová hudba Orth

### Pravidelné výstavy
- Kulturní dny v Orth, od roku 1981

## Osobnosti
"Čestné občanství:"
- Rudolf Zörnpfenning – bývalý starosta